# نظام قمري
نظام قمري (بالإنجليزية: Satellite System)‏، هو نظام يتكون من مجموعة من الأجرام المرتبطة مداريًا حول جرم كوكبي ضخم أو كوكب صغير بفعل قوى الجاذبية. بشكل عام، يمكن وصف هذا النظام بأنه مجموعة من الأقمار الطبيعية، هذا بالرغم من وجود بعض الأنظمة القمرية التي تتكون من الأقراص المحيطة بالكوكب، والحلقات الكوكبية، والأقمار الصغيرة، وأقمار الكواكب الصغيرة، والأقمار الاصطناعية وأي منها يمكن أن يكون له نظام قمري خاص به. تملك بعض الأجرام أيضًا ما يسمى بأشباه الأقمار التي تتأثر مداراتها بجاذبية هذه الأجرام التي تتبعها، ولكنها لا تعتبر جزءًا من نظامها القمري في العموم. يمكن أن يكون للأنظمة القمرية تفاعلات مُعقدة تتضمن التفاعلات المغناطيسية، والتفاعلات المدّية، والتفاعلات الجوية ويكون لها أيضًا تفاعلات مدارية مثل الرنين المداري والميسان.
تسمى الأقمار الفردية الكبيرة برموز من الأرقام الرومانية. وتسمى الأنظمة القمرية وفقًا لاسم الجرم الرئيسي التي تتبعه والذي يتم صياغته في صورة صفة الملكية (مثال نظام جوفيان-Jovian System) أو يمكن أيضًا تسمية هذه الأنظمة باسم الجرم الرئيسي لها مباشرةً (مثال نظام المشتري). ويسمى النظام القمري باسميّ الجرم الرئيسي والقمر التابع في حالات الأنظمة المدارية الثنائية التي يدور فيها الجرمان حول مركز الجاذبية المشترك، أو عندما يوجد قمر واحد معروف (مثال: نظام الأرض-القمر).
تمتلك أغلب أجرام المجموعة الشمسية أنظمة قمرية، هذا بالرغم من عدم معرفة منشأها حتى الآن. يعتبر أكبر هذه الأنظمة القمرية وأحد الأمثلة الشهيرة لها، هو نظام جوفيان (التابع للمشتري)، والذي يضم 79 قمرًا معروفًا (بما يشمل الأقمار الغاليلية الضخمة)، والنظام الزُحلي الذي يضم 62 قمرًا معروفًا (بالأضافة إلى الحلقات الكوكبية الأكثر وضوحًا في نظامنا الشمسي). وهذان النظامان كلاهما ضخمان ومتنوعان. في الواقع، تملك كل الكواكب العملاقة أنظمة قمرية كبيرة بالإضافة إلى الحلقات الكوكبية، ومن المعلوم أنه نمط عام لتلك الكواكب الضخمة. يوجد لعدة أجرام بعيدة عن الشمس أنظمة قمرية تتكون من أقمار عديدة، مثل النظام البلوتوني المُعقد حيث تدور عدة أجرام حول مركز مشترك للكتلة، بالإضافة إلى العديد من الكوكيبات الأجرام الأخرى المعروفة باسم «البلوتينو». بخلاف نظام الأرض-القمر، ونظام كوكب المريخ المكون من قمرين طبيعيين صغيرين جدًا، لا تعتبر الكواكب الأرضية الأخرى أنظمة قمرية في العموم، على الرغم من وجود بعض الأقمار الاصطناعية التي تدور حولها والمُرسلة من الأرض.
لا يوجد الكثير من المعلومات عن الأنظمة القمرية خارج المجموعة الشمسية، على الرغم من الاستدلال على وجود بعض الأقمار الطبيعية بشكل شائع. يعتبر «J1407b» من الأمثلة على هذه الأنظمة القمرية خارج النظام الشمسي. توجد نظريات أيضًا تفيد باحتفاظ بعض الكواكب المارقة التي خرجت من أنظمتها الكوكبية ببعض الأقمار التابعة لها. 

## التشكل الطبيعي والتطور
تنتج الأنظمة القمرية، والأنظمة الكوكبية بفعل قوى الجاذبية، ولكنها أيضًا تحافظ على ثباتها المستمر بفعل القوى الوهمية. وبينما يوجد إجماع عام على تشكل الأنظمة الكوكبية من خلال الأقراص المُزودة، تعتبر آلية تشكل الأقمار أقل وضوحًا. تُجرى الدراسات على أصول تشكل العديد من الأقمار بشكل فردي، ويُعتقد أن الأنظمة القمرية الكبيرة تشكلت عن طريق مزيج من عمليات التشكل المختلفة.

### نظريات الأقراص المزودة
تتكون الأقراص المزودة حول الكواكب بشكل مشابه للأقراص المزودة المتكونة حول النجوم، والتي تنشأ منها الكواكب (على سبيل المثال، تعتبر هذه واحدة من نظريات تشكل الأنظمة القمرية الخاصة بكوكب أورانوس، وزحل، والمشتري). تعرف هذه السحابة الغازية التي تأخذ شكل قرص يحيط بالكوكب بالقرص القمري الأولي. تطابقت النماذج العلمية الموضوعة للغازات أثناء تشكل الكواكب مع القاعدة العامة للنسبة بين كتلة الكوكب إلى كتلة أقماره والتي تبلغ 1:10000 (والاستثناء المعروف لهذه القاعدة هو كوكب نبتون). طُرحت نظرية الأقراص المزودة أيضًا ضمن النظريات المُفسرة لتكون نظام الأرض-القمر، ولكن لا يمكن تفسير الزخم الزاوي لهذا النظام واللب القمري الحديدي الصغير باستخدام هذه النظرية.

### أقراص الحطام
طُرحت آلية جديدة لتشكل الأنظمة القمرية عن طريق تراكم المواد من البقايا الحطامية. وضع العلماء نظرية تقترح أن الأقمار الغاليلية يُعتقد أن تكون أقمار متكونة حديثًا من بقايا تحطم أقمار أخرى قديمة تكونت بفعل تراكم المواد من الأقراص المزودة. تعتبر الحلقات الكوكبية أحد أنواع الأقراص المحيطة بالكوكب والتي يمكن أن تنتج عن تحطم الأقمار بالقرب من حد روش. يمكن لهذه الأقراص أن تلتحم مع الوقت لتشكر أقمارًا طبيعية.

### نظريات الاصطدام
تعتبر نظرية الاصطدام إحدى النظريات الرائدة لتفسير تشكل الأنظمة القمرية، تحديدًا الخاصة بالأرض وبلوتو. يمكن للأجرام في هذه الأنظمة أن يكون لها أصل اصطدامي مشترك. ويمكن التحقق من هذا عن طريق مقارنة عناصرهم المدارية والتركيب الخاص بهم. اُستخدمت المحاكاة الحاسوبية لبيان أن الاصطدامات العملاقة قد تكون هي المتسببة في تشكل قمر الأرض. من المعتقد أن الأرض في فتراتها المبكرة حظيت بعدة أقمار نتيجة الاصطدام العملاق. استُخدمت نماذج محاكاة مُشابهة لتفسير تشكل النظام البلوتوني بالإضافة إلى الأنظمة الخاصة بأجرام وكويكبات حزام كايبر. تعتبر هذه النظرية أيضًا هي النظرية السائدة لأصل أقمار المريخ. دعمت بعض النتائج صحة أن القمر فوبوس تكون من المواد التي انطلقت من المريخ بعد اصطدام عنيف ثم تراكمت والتحمت ببعضها مرة أخرى في المدار المريخي. يمكن أيضًا لهذه النظرية أن تفسر بعض الشذوذ القائم بالنظام الأوراني«الخاص بأورانوس». دعمت النماذج العلمية الموضوعة في 2018 والتي تفسر الدوران غير المعتاد لكوكب أورانوس صحة حدوث اصطدام مائل بجرم يبلغ حجمه ضعف حجم الأرض والذي من الممكن أن تكون التحمت بقايا حطامه مكونةً الأقمار الثلجية التابعة للكوكب.

### نظريات الإمساك بالجاذبية
تقترح بعض النظريات أن أصل أقمار المريخ، والقمر تريتون أكبر أقمار نبتون، والقمر فوبي التابع لزحل يرجع إلى الإمساك بالجاذبية. طرح بعض العلماء فكرة أن الأغلفة الجوية الواسعة حول الكواكب الصغيرة يمكن أن تعمل باعتبارها وسيلة لإبطاء حركة الأجسام العابرة بالكوكب لتساعد في عملية الإمساك. طُرحت هذه الفرضية لتفسير شذوذ مدارات بعض أقمار زحل والمشتري. أحد الدلائل على صحة هذه النظرية هي المدارات العكسية، والتي تنتج عندما يقترب الجرم للكوكب من اتجاه الجانب الذي يدور إليه هذا الكوكب. طُرحت هذه النطرية أيضًا لتفسير أصل قمر الأرض. ولكن لا يمكن تفسير تطابق معدلات النظائر الكيميائية في العينات الأرضية والقمرية باستخدام هذه النظرية بسهولة.

#### الإمساك المؤقت
وُجدت بعض الأدلة على الإمساك الطبيعي للأقمار بالمشاهدة المباشرة لبعض الأجرام التي أُمسكت بفعل جاذبية المشتري. رُصدت خمس عمليات إمساك بالجاذبية خاصة بالمشتري، استمرت أطولها لمدة بلغت 12 عامًا. سيبدأ الإمساك بالمذنب «111P/Helin-Roman-Crockett» في عام 2068 وفقًا للتنبؤات القائمة على النمذجة الحاسوبية. ومع ذلك، تعتبر المدارات الخاصة بهذه الأقمار المؤقتة غير منتظمة وغير مستقرة بشكل كبير، وربما تكون عمليات الإمساك المستقرة نادرةً بصورة استثنائية.

### نظريات جدلية
اقترحت بعض النظريات المبكرة والمثيرة للجدل أن الأقمار لم تتكون بشكل طبيعي على الإطلاق، مثل نظرية السفينة الفضائية القمرية، وفرضية «فوبوس الأجوف» التي وضعها العالم الفلكي «شيكلوفسكي». تخالف هذه النظريات المبدأ الفلسفي المعروف بـ«نصل أوكام». بالرغم من أن وجود الأقمار الاصطناعية أصبح شيئًا عاديًا الآن، فيبلغ حجم أكبرها وهي محطة الفضاء الدولية 108.5 متر عند أعرض نقطة، وهذا يجعلها بالغة الضآلة إذا ما قورنت بأصغر الأقمار الطبيعية التي تمتد أحجامها إلى عدة كيلومترات.